# لویبنیتس
لویبنیتس (به آلمانی: Leubnitz) یک منطقهٔ مسکونی در آلمان است که در Rosenbach واقع شده‌است. لویبنیتس  ۱٬۴۱۴ نفر جمعیت دارد.

## خواهرخوانده
شهر Bergatreute خواهرخواندهٔ لویبنیتس هست.